# Równanie całkowe Volterry
Równanie całkowe Volterry – równanie całkowe, w którym tylko jedna z granic całkowania jest stała. Nazwa pochodzi od włoskiego matematyka Vito Volterry.

## Przykłady
- {\displaystyle \int \limits _{a}^{x}K(x,y)\phi (y)dy+f(x)=0,}
- {\displaystyle \int \limits _{a}^{x}K(x,y)\phi (y)dy+f(x)=\phi (x).}